# Zeveren
Zeveren is een dorp in de Belgische provincie Oost-Vlaanderen en een deelgemeente van de stad Deinze, het was een zelfstandige gemeente tot aan de gemeentelijke herindeling van 1971. Het is een klein landbouw- en woondorp, iets ten noordwesten van het centrum van Deinze, langs de weg naar Aalter.

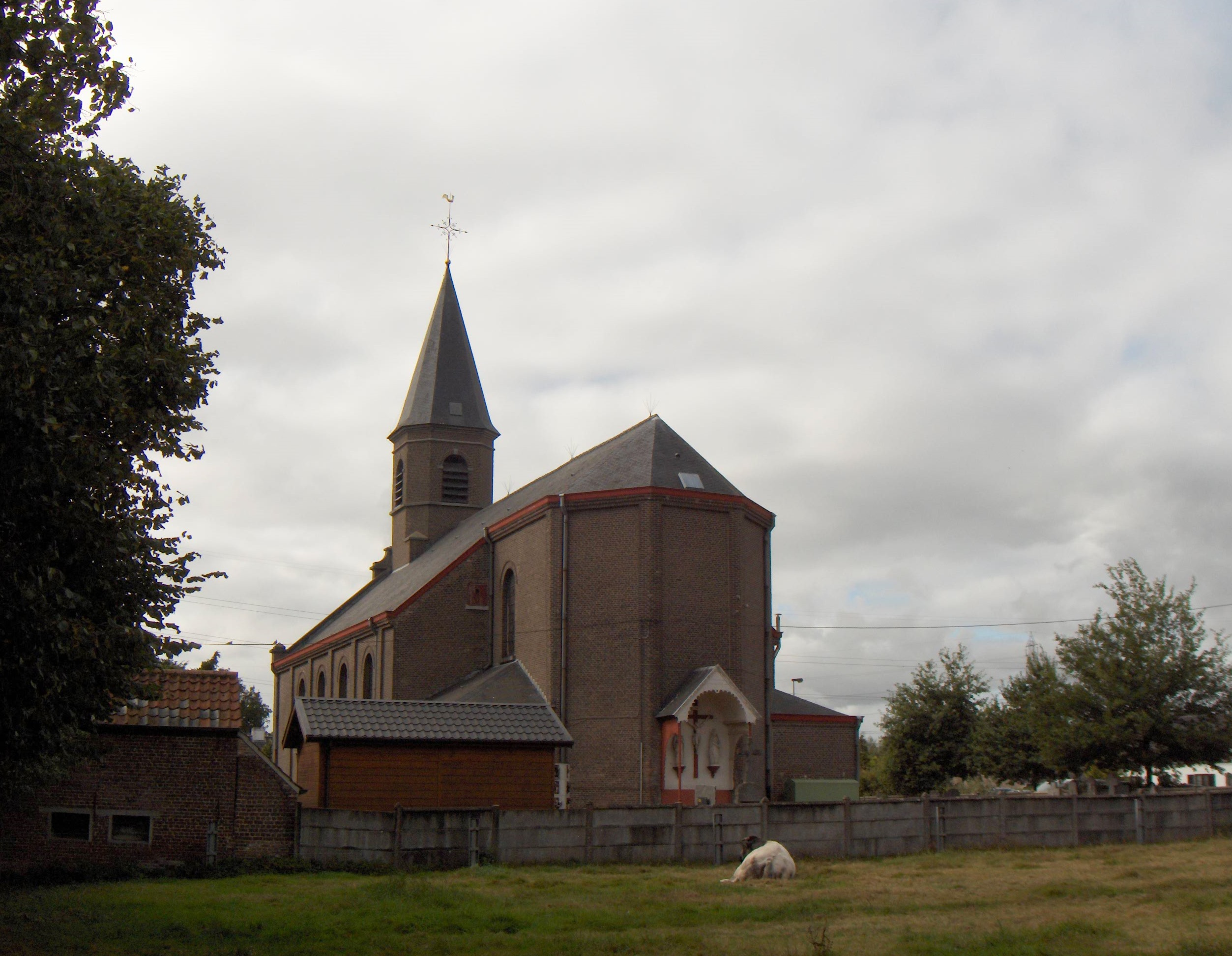
Sint-Amanduskerk

## Toponymie
De eerste vermelding van Zeveren dateert uit de periode 1123-1146. Het werd toen vermeld als Severne (= gelegen aan de Zeverenbeek).

## Geschiedenis
Zeveren werd voor het eerst vermeld in 1146, als Severne. De plaatsnaam heeft betrekking op een persoonsnaam. Er werden diverse hoeven gesticht, onder meer afhankelijk van de Priorij van Papinglo. Met betrekking tot de heerlijkheid werden de geslachten Van Severne of Van Zeveren genoemd. De heerlijkheid was later onderdeel van het vorstelijk domein, en werd in 1577 uitgegeven aan Pieter de Bevere. In 1613 behoorde hij aan Jacob de Caluwaert. In 1649 trouwde Anna-Maria de Caluwaert met Nicolaas-Ignaas de Beer, die ook heer van Meulebeke was. In 1773 werd de heerlijkheid openbaarlijk verkocht aan Philip-Jan-Maurits de Heems Patijn.
Midden 17e eeuw werd voor het eerst melding gemaakt van oorlogshandelingen. In 1643 was er een inkwartiering en op het einde der 17e eeuw diende het dorp voedsel en paardenvoer voor gelegerde troepen op te brengen, wat tot verarming leidde. Ook in 1708, bij het Beleg van Gent, was er sprake van hoge lasten die het dorp voor de troepen moest opbrengen.
In de 19e eeuw was, naast de landbouw, ook de linnennijverheid van belang. Daartoe kan ook de thuisweverij worden gerekend.
Zeveren was een zelfstandige gemeente tot die op 1 januari 1971 fuseerde met Deinze.

## Demografische ontwikkeling
- Bronnen:NIS, Opm:1831 tot en met 1970=volkstellingen

## Bezienswaardigheden
- De Sint-Amanduskerk

## Natuur en landschap
Zeveren ligt in Zandig Vlaanderen op een hoogte van ongeveer 10 meter. In het zuiden ligt de vallei van de Zeverenbeek, een natuurgebied. De Zeverenbeek is feitelijk een oude meander van de Leie. Ten noorden van Zeveren loopt de Scheerbeek.

## Politiek
Zeveren had een eigen gemeentebestuur en burgemeester tot de fusie van 1971. De laatste burgemeester was Firmin De Smul.
| Tijdspanne | Tijdspanne  | Burgemeester                                             |
| ---------- | ----------- | -------------------------------------------------------- |
|            | 1831 - 1842 | Johannes Franciscus Van Oothegem (1792-1848)             |
|            | 1843 - 1860 | Jean-Baptist Cornelis (1785-1877)                        |
|            | 1860 - 1884 | Karel Lodewijk Cornelis (1820-1898, zoon van voorgaande) |
|            | 1885 - 1891 | Désiré De Scheemaeker (1846-1891)                        |
|            | 1891 - 1909 | Eduard Lambert (1830-1909)                               |
|            | 1909 - 1921 | Charles-Louis Verwilst (1866-1948)                       |
|            | 1921 - 1923 | Edmond Bruyneel (1858-1923)                              |
|            | 1923 - 1935 | August De Poorter (1855-1935)                            |
|            | 1936 - 1969 | Modest Van Steenkiste (1888-1970)                        |
|            | 1969 - 1970 | Firmin De Smul (1911-2002)                               |

## Nabijgelegen kernen
Deinze, Vinkt, Wontergem, Meigem